# Dražan Jerković
Dražan Jerković (ur. 6 sierpnia 1936 w Szybeniku, zm. 9 grudnia 2008 w Zagrzebiu) – chorwacki piłkarz grający na pozycji napastnika i trener piłkarski. 

## Kariera
Był jednym z najskuteczniejszych napastników w historii Jugosławii; w barwach Dinama Zagrzeb strzelił 300 goli. Z reprezentacją Jugosławii, w której rozegrał 21 meczów, zdobył wicemistrzostwo Europy 1960 i IV miejsce na mistrzostwach świata 1962. W 1965 roku, w wieku 29 lat, zakończył piłkarską karierę z powodu kontuzji. Był pierwszym selekcjonerem reprezentacji Chorwacji. Prowadził ją od 1990 do 1991 roku.

### Sukcesy piłkarskie
- mistrzostwo Jugosławii 1958 oraz Puchar Jugosławii 1960 i 1965 z Dinamem Zagrzeb

W barwach Dinama rozegrał 315 meczów, w których strzelił 300 goli.
W reprezentacji Jugosławii od 1960 do 1964 roku rozegrał 21 meczów i strzelił 11 goli – start w Euro 1960 (wicemistrzostwo Europy) i mistrzostwach świata 1962 (IV miejsce). 
 Wraz z pięcioma innymi zawodnikami został królem strzelców mundialu 1962 (4 gole).